# Raschi

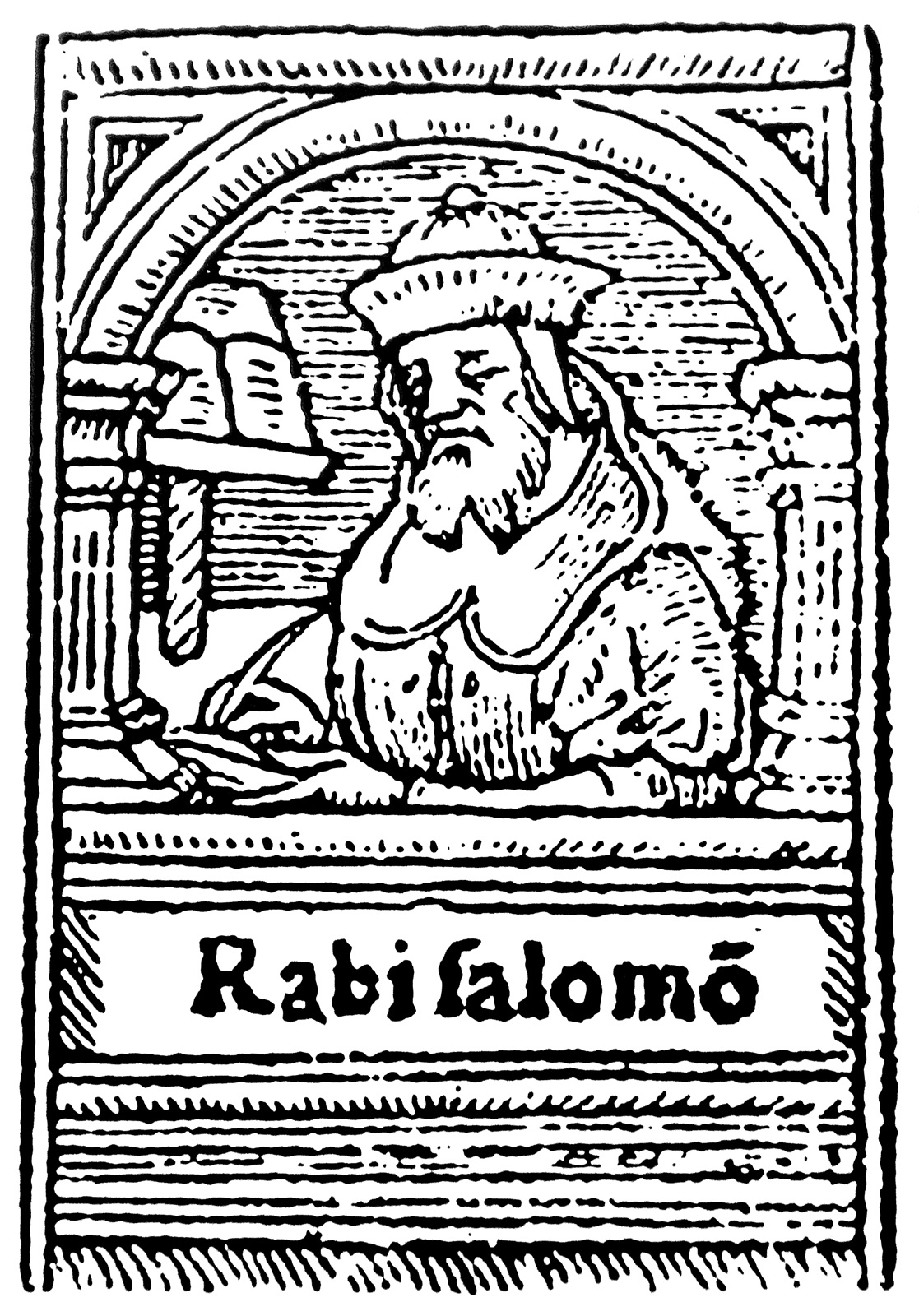
Raschi, symbolische Darstellung von 1539

Schlomo Jizchaki, auch Schlomo ben Jizchak, Schelomo ben Isaak, Salomo ben Isaak oder Rabbenu Schlomo Jizchaki (hebräisch רבנו שלמה יצחקי), meist jedoch Raschi (hebräisch רש״י) genannt, ein Akronym für Rabbi Schlomo Izchaki, oft auch als Rabban Schel Israel (der Großlehrer Jisraels) bezeichnet (geboren 1040 oder 1041 in Troyes; gestorben am 13. Juli 1105 ebenda), war ein französischer Rabbiner und maßgeblicher Kommentator des Tanach und Talmuds. Er ist einer der bedeutendsten jüdischen Gelehrten des Mittelalters und der bekannteste jüdische Bibelexeget überhaupt. Sein Bibelkommentar wird bis heute studiert und in den meisten jüdischen Bibelausgaben abgedruckt; sein Kommentar des babylonischen Talmuds gilt ebenfalls als einer der wichtigsten und ist in allen gedruckten Ausgaben dessen Text beigefügt. Raschi hat auch christliche Exegeten beeinflusst.

## Leben und Wirken
Über Raschis Leben ist wenig bekannt. Er wuchs in Troyes, der Hauptstadt der Champagne auf, wo seine Familie vom Ertrag eines  Weinbergs lebte. Sein Vater war ein Gelehrter und der erste Lehrer seines Sohnes. 1055 ging Raschi nach Mainz und dann nach Worms, um dort an den jüdischen Lehrhäusern, die zu den bedeutendsten in Europa gehörten, zu studieren. In Mainz waren seine wichtigsten Lehrer Jakob ben Jakar (990–1064) und Isaak ben Juda, in Worms Isaak ben Eleasar ha-Levi. Circa 1065 kehrte Raschi nach Troyes zurück, wo er, so die verbreitete Meinung, als Winzer und Weinhändler tätig war. Er hielt weiter Kontakt mit den Gelehrten an den rheinischen Schulen und gründete um 1070 sein eigenes Lehrhaus in Troyes, das dank herausragender Schüler wie Simcha ben Samuel Vitry, Juda ben Abraham und Jacob ben Samson bald diejenigen am Rhein überflügeln sollte. Raschi hatte keine Söhne, aber, so wird angenommen, drei Töchter – Jochebed, Miriam und Rachel –, die als gelehrt galten und bedeutende Gelehrte heirateten. Raschis Enkel, die Söhne seiner Tochter Jochebed, Samuel ben Meir, genannt Raschbam, Isaak, genannt Ribam, Jacob, bekannt als Rabbenu Tam, Solomon und der Sohn Miriams Jom Tov studierten in Troyes und wurden ebenfalls bedeutende französische Bibel- und Talmudkommentatoren, die die Schule der Tosafot gründeten.

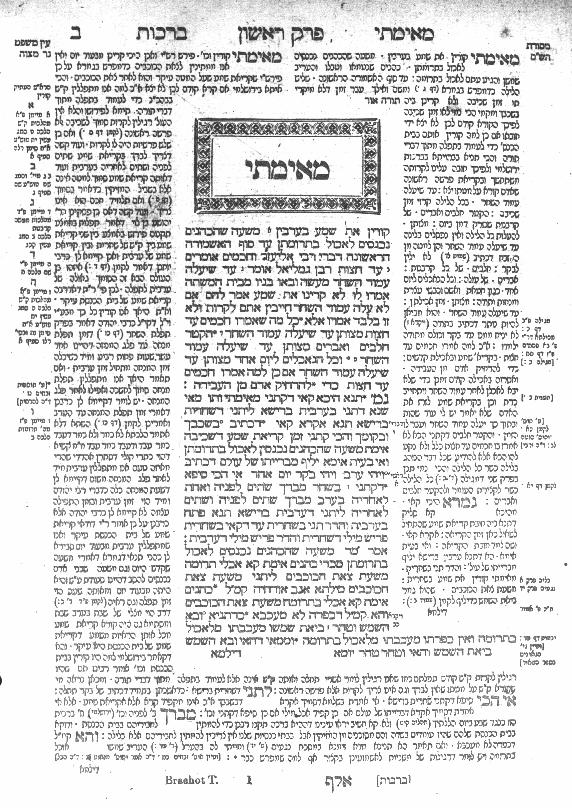
Talmud: Beginn des Traktats „Berachoth“. In der Mitte Mischna und Gemara, rechts der Kommentar von Raschi, links und außen spätere Kommentare

Die unter dem Titel Raschi-Kommentare zusammengefassten umfangreichen Kommentare zu Bibel und Talmud werden heute noch hoch geschätzt. Für sie wurde, wohl im 15. Jahrhundert, die Raschi-Schrift geschaffen. Die Popularität der Raschi-Kommentare ist besonders in ihrer Prägnanz begründet. Zu seinem Bibelkommentar existieren über 200 Superkommentare.
Raschis letzte Jahre wurden durch die an den Juden verübten Massaker des Ersten Kreuzzuges getrübt, bei denen er Freunde und Verwandte verlor. Raschi soll mitten in der Arbeit am Kommentar zum Traktat Makkot, während er das Wort „rein“ schrieb, gestorben sein. Seine letzte Ruhestätte ist nicht bekannt; am vermuteten Ort des jüdischen Friedhofs von Troyes wurde ein Denkmal zu seinen Ehren errichtet.
Raschis Kommentare hatten bereits im 12. Jahrhundert auch christliche Gelehrte beeinflusst. Der Franziskaner Nikolaus von Lyra (circa 1270–1349), der sehr von Raschi beeinflusst war, wurde von seinen Kritikern als „Raschis Affe“ verunglimpft. Dank des christlichen Interesses wurden Raschis Schriften im 17. Jahrhundert aus dem Hebräischen in andere Sprachen übersetzt.
Neben ihrer religiösen Bedeutung sind die Raschi-Kommentare auch eine wichtige Quelle für die Romanistik, da sie zahlreiche altfranzösische Wörter in hebräischer Umschrift überliefern. Da Raschi diese Umschrift rein lautlich durchführte, kann daraus die Aussprache des damaligen Französisch besser rekonstruiert werden als aus lateinschriftlichen Texten, in denen die überlieferte lateinische Rechtschreibung die mündliche Sprachgestalt überlagert.

## Legenden
Eine Legende führt eine Einbuchtung in der Mauer der Wormser Synagoge darauf zurück, dass Raschis Mutter während ihrer Schwangerschaft mit dem späteren Gelehrten vor einem heranpreschenden Fuhrwerk an der Mauer Schutz gesucht habe, die hinter ihr nachgab. Aus Furcht, der Hexerei verdächtigt zu werden, hätten Raschis Eltern Worms verlassen und sich in Troyes niedergelassen, wo ihr Sohn geboren wurde.
Einer anderen Legende zufolge ließ Gottfried von Bouillon Raschi rufen, um sich von ihm den Ausgang des Ersten Kreuzzuges vorhersagen zu lassen. Als Raschi nicht bei dem Fürsten erschien, suchte dieser ihn im Lehrhaus in Begleitung eines bedrohlichen Heeres auf. Raschi soll ihm einen unglücklichen Ausgang des Kreuzzuges prophezeit haben.
Einer verbreiteten Meinung nach soll Raschi seine Schule zur Zeit des Kreuzzuges von Troyes nach Worms verlegt haben. Das als sein Bet-haMidrasch bezeichnete Haus in einem Anbau der Synagoge in Worms stammt jedoch aus dem 16. Jahrhundert, ebenso der Lehrstuhl, der als derjenige Raschis gezeigt wird.
Der Legende nach sollen Raschis Töchter nicht nur sehr fromm, sondern auch sehr gelehrt gewesen sein und Tefillin angelegt haben, was nach heutiger orthodoxer Auffassung Männern vorbehalten ist, im Mittelalter jedoch akzeptiert wurde.

## Werke
- Raschis Pentateuchkommentar. Verlag von George Kramer, Hamburg 1922, OCLC 246574951, urn:nbn:de:hebis:30:1-153465 (vollständig ins Deutsche übertragen und mit einer Einleitung versehen von Rabb. Dr. Selig Bamberger).
- Pentateuch der fünf Bücher Mosche nebst Raschi Kommentar, übersetzt von Julius Dessauer